# Campeonato Mundial de Halterofilia de 1976
El L Campeonato Mundial de Halterofilia se celebró en Montreal (Canadá) del 18 al 27 de julio de 1976 bajo la organización de la Federación Internacional de Halterofilia (IWF) y la Federación Canadiense de Halterofilia. Ese año las competiciones de halterofilia en los XXI Juegos Olímpicos sirvieron también como Campeonato Mundial.
Las competiciones se realizaron en la Arena St. Michel de la ciudad canadiense.

## Medallistas
| Evento  | Oro                               | Plata                              | Bronce                                |
| ------- | --------------------------------- | ---------------------------------- | ------------------------------------- |
| 52 kg   | Alexandr Voronin URSS 242,5       | György Kõszegi · Hungría · 237,5   | Mohamad Nasiri Irán 235,0             |
| 56 kg   | Norair Nurikian Bulgaria 262,5 RM | Grzegorz Cziura · Polonia · 252,5  | Kenkichi Ando Japón 250,0             |
| 60 kg   | Nikolai Kolesnikov URSS 285,0     | Gueorgui Todorov Bulgaria 280,0    | Kazumasa Hirai Japón 275,0            |
| 67,5 kg | Piotr Korol URSS 305,0            | Daniel Senet Francia 300,0         | Kazimierz Czarnecki · Polonia · 395,0 |
| 75 kg   | Yordan Mitkov Bulgaria 335,0      | Vardan Militosian URSS 330,0       | Peter Wenzel RDA 327,5                |
| 82,5 kg | Valeri Shari URSS 365,0           | Trendafil Stoichev Bulgaria 360,0  | Péter Baczakó · Hungría · 345,0       |
| 90 kg   | David Rigert URSS 382,5           | Lee James Estados Unidos 362,5     | Atanas Shopov Bulgaria 360,0          |
| 110 kg  | Yuri Zaitsev URSS 385,0           | Krastiu Semerdzhiev Bulgaria 385,0 | Tadeusz Rutkowski · Polonia · 377,5   |
| +110 kg | Vasili Alexeyev URSS 440,0        | Gerd Bonk RDA 405,0                | Helmut Losch RDA 387,5                |

1. 1 2 3  Arrancada (kg) + dos tiempos (kg) = total olímpico (kg).

## Medallero
| Núm. | País           | Oro | Plata | Bronce | Total |
| ---- | -------------- | --- | ----- | ------ | ----- |
| 1    | URSS           | 7   | 1     | 0      | 8     |
| 2    | Bulgaria       | 2   | 3     | 1      | 6     |
| 3    | RDA            | 0   | 1     | 2      | 3     |
| 3    | Polonia        | 0   | 1     | 2      | 3     |
| 5    | Hungría        | 0   | 1     | 1      | 2     |
| 6    | Estados Unidos | 0   | 1     | 0      | 1     |
| 6    | Francia        | 0   | 1     | 0      | 1     |
| 8    | Japón          | 0   | 0     | 2      | 2     |
| 9    | Irán           | 0   | 0     | 1      | 1     |
|      | TOTAL          | 9   | 9     | 9      | 27    |